# (10331) Peterbluhm
(10331) Peterbluhm est un astéroïde de la ceinture principale et plus spécifiquement du groupe de Hilda.

## Description
(10331) Peterbluhm est un astéroïde du groupe de Hilda. Il présente une orbite caractérisée par un demi-grand axe de 3,99 UA, une excentricité de 0,22 et une inclinaison de 4,6° par rapport à l'écliptique.

## Compléments